# Хуан Баутиста Альберді
Хуа́н Баути́ста Альбе́рді (ісп. Juan Bautista Alberdi; 29 серпня 1810 — 19 червня 1884) — аргентинський політик, дипломат, юрист, теоретик політології. Вважається одним з найвпливовіших ліберальних діячів Аргентини свого часу, хоча більшу частину життя провів у вигнанні в Уругваї та Чилі.

## Життєпис
Народився в місті Сан-Мігель-де-Тукуман.
Його мати мала аргентинське походження і померла при пологах, батько був багатим торговцем і мав баскське коріння.
Альберді народився в рік Травневої революції, яку активно підтримувала його родина.
У ранньому віці переїхав з родиною до Буенос-Айреса, де навчався в середній школі зі спеціалізацією на гуманітарних науках, але в 1824 році на певний час покинув навчання через сильне захоплення музикою.
Згодом вивчав право в Кордові, закінчивши юридичну освіту в Монтевідео в 1840.
Брав участь у русі «Покоління 37», гурті молодих і ліберально налаштованих інтелігентів, які перебували під сильним впливом Просвітництва і ліберальної думки, виступали проти режиму президента Хуана Мануеля де Росаса, проти якого Альберді написав кілька памфлетів.
У 1838 вирушив у добровільне вигнання і жив спочатку в Монтевідео, потім в Європі, а пізніше в Чилі, де за короткий термін написав свою відому книгу «Основи і вихідні положення для політичної організації Аргентинської республіки» («Bases y puntos de partida para la organización política de la República Argentina», 1852), яка послужила основою для аргентинської конституції 1852.
Повернувся в Аргентину після того, як режим Росаса був повалений Уркісою в 1852. Коли постало питання про прийняття нової конституції країни, Альберді відправив уряду власний її варіант, і багато з його пропозицій в результаті були реалізовані в Конституції Аргентини 1853.
При новому режимі Альберді став дипломатом і служив у низці європейських країн, але в 1862 році знову покинув батьківщину через реорганізацію Аргентинської республіки. Повернувся в 1878 році, але через розбіжності з Бартоломе Мітре майже відразу ж емігрував до Франції, де і провів останні роки життя.
Помер 18 червня 1884 року в передмісті Парижа Неї-сюр-Сені.
Його тіло було повернене до Аргентини і поховане на кладовищі Реколета в Буенос-Айресі.